# إلسا مورانو
تولت إلسا ألينا مورانو (المولودة في الرابع عشر من شهر آب أغسطس عام 1959 في هافانا كوبا)  منصب الرئيس الثالث والعشرين في جامعة تكساس إيه آند إم. وفي الرابع عشر من شهر حزيران، 2009 قدمت مورانو استقالتها من ذلك المنصب، حيث أصبح الأمر فاعلا بدءا من الخامس عشر من حزيران في العام ذاته.
وقبل أن يتم انتخابها كرئيسة في عام 2008، كانت مورانو تعمل نائبا لرئيس الجامعة وعميدا لكلية الزراعة والعلوم الحيوية في الجامعة ذاتها وذلك من عام 2005 حتى عام 2007، كما أنها عملت بين عامي 2001 حتى 2004 بصفتها وكيل وزارة الزراعة من أجل سلامة الأغذية في أميركا.

## الحياة والتعليم المبكر
ولدت مورانو باسم إلسا كاساليز في هافانا، كوبا في 1959. وفي شهر تموز يوليو من عام 1961هربت من كوبا مع عائلتها، حيث قرر والداها المغادرة خلال ثورة فيديل كاسترو الشيوعية. تمكنت العائلة من الهروب إلى كوراساو، وبعدها ذهبت إلى كولومبيا، حيث عمل والدها هناك في شركة أي بي ام أو آي بي إم. عاشت بعدها في البيرو ثم في السلفادور، وذلك قبل أن تنتقل إلى بورتو ريكو حيث افتتحت روضة للأطفال. وعندما تطلق والداها، انتقلت مع أمها وثلاثة من أقربائها للعيش في شقة في مدينة ميامي، فلوريدا وذلك في عام 1973. ومع أن مورانو لم تكن تتحدث الإنكليزية عند وصولها، إلا أنها تسجلت في مدرسة ميامي كورال بارك الثانوية. أما أمها، التي عملت كحارس للأمن وبائعة في متجر، فقد حثت الأولاد على التخرج من المدرسة الثانوية والتقدم للجامعة. وفي عام 1977، تخرجت مورانو من المدرسة الثانوية وتسجلت في كلية ميامي دايد، المجاورة ل كلية جونيور.وبعد مرور سنتين على الدراسة في كلية ميامي – ديد، انتقلت مورانو إلى جامعة فلوريدا الدولية، متكلة على القروض والمنح الدراسية لدفع تكاليف الدراسة. حيث حصلت على درجة البكالوريوس في العلوم البيولوجية من جامعة فلوريدا الدولية في عام 1981، ومع أنها خططت للتقدم إلى كلية الطب، إلا أنها كانت أكثر اهتماما بالأبحاث، فقررت توسيع ثقافتها التعليمية وتقدمت إلى جامعة فيرجينيا للتكنولوجيا في عام 1987 لنيل درجة الماجستير في علم الأحياء الدقيقة اللاهوائية، ثم لنيل شهادة الدكتوراه في علم الغذاء والتكنولوجيا وذلك في عام 1990.

## الأستذة ووكالة وزارة الزراعة الأميركية
عملت مورانو، بين عامي 1990 حتى 1995، كأستاذة مساعدة في قسم علم الأحياء المجهري، علم المناعة والطب الوقائي في جامعة ولاية آيوا. وفي عام 1995، انضمت إلى جامعة تكساس إيه آند إم بوصفها أستاذة مشاركة في قسم علم الحيوان وكمدير مساعد في مركز سلامة الأغذية وذلك في معهد علوم وهندسة الغذاء. بعد ذلك عملت مورانو كمدير للمركز منذ عام 1997 حتى 2001، وخلال ذلك الوقت، أصبحت أستاذة رسميا وحائزة على أستذة سادي هاتفيلد في الزرعة.
وفي عام 2001، عين جورج دبليو بوش، رئيس الولايات المتحدة مورانو لتكون وكيلة وزارة الزراعة لسلامة الغذاء وذلك في وزارة الزراعة الأميركية، وهو أعلى منصب رسمي في الولايات المتحدة حول سلامة الغذاء. وفي ذلك المنصب، أشرفت مورانو على سياسات سلامة الغذاء وخدمة التفتيش، وهي التي تضمن أن تكون المنتجات الأميركية سليمة وصحية ومغلفة بشكل سليم، كما أنها واكبت في منصبها ذاك لمدة سنين التناقص الحقيقي في الغذاء المسترد. وهو الذي كانت نسبته على ارتفاع منذ أواسط التسعينات، قد انخفض من 113 في عام 2002، ليصبح أقل من 50 في عام 2004. هذا وقد بقيت مورانو في منصبها إلى أن قدمت استقالتها في شهر تشربن الثاني نوفمبر 2004 حيث قررت العودة إلى جامعة تكساس إيه آند إم.

## العودة إلى جامعة تكساس إيه آند إم
عادت مورانو إلى جامعة تكساس إيه آند إم في شهر كانون الثاني يناير 2005 لتصبح نائبا لرئيس الجامعة للزراعة والعلوم الحيوية من نظام جامعة تكساس إيه آند إم، وعميدا لكلية الزراعة والعلوم الحيوية، إضافة إلى كونها مدير محطة تكساس للاختبار الزراعي، وفي شهر كانون الأول ديسمبر من عام 2007،  عقب الجدل الذي وقع بخصوص الطريقة التي تتبعها،  أصبحت مورانو المشتركة النهائية الوحيدة لرئاسة جامعة تكساس إيه آند إم، التي كان يرأسها سابقا روبرت غيتس، الذي تخلى عن المنصب في عام 2006 ليصبح وزير الدفاع الأميركي. وحينها أصبح إد جي. ديفيس رئيسا بالوكالة، إلى حين رحيله. بعدها صوت مجلس الأوصياء في نظام جامعة تكساس بنتيجة بلغت 8 إلى واحد لصالح مورانو- حيث كان الصوت المعارض الوحيد من قبل جين ستالينغز، التي صوتت لمرشح آخر غير محدد. وما إن تولت مورانو واجباتها كاملة كرئيسة في الثالث من شهر كانون الثاني يناير عام 2008،  أصبحت أول امرأة، أول أميركية – إسبانية، وأول شخص سن الخمسين ينال ذلك المنصب.
في أول تقييم سنوي لها في شهر شباط فبراير 2009، (متاح هنا) واجهت مورانو الكثير من النقد من قبل مايك مكيني، مستشار نظام جامعة تكساس إيه آند إم، الذي أجرى التقييم برمته. حيث قيمت مورانو في 40 فئة مختلفة، كل منها قيست على معدل يتراوح بين 1 إلى 5، حيث يدل التقييم "1" على الضعيف ويعني "5" أنه أداء «ممتاز». نالت مورانو معدل بلغ 2.7 عن الفئات جميعها، في حين أنها لم تتلق أي تقييم بلغ "5". أم الفئات التي نالت فيها "1" فقد كانت «المتابعة» و«التصرف بشكل حاسم وفي الوقت المناسب» و«العمل مع الفريق». بينما حازت الدرجة "2" في «الإخلاص والأمانة». من ناحية أخرى، فقد امتدحت لبرنامج المنح التعليمية الجديد المنجز للطلاب من ذوي الدخل المنخفض، وإدارتها في التعامل مع إعصار أيك، فضلا عن إسهامها في خطة المدرسة الأكاديمية الرئيسية. وقد كتبت مورانو ردا على التقييم مكون من ثلاثين صفحة، أشارت فيه إلى معارضتها للنتائج. هذا وقد أشار دوغلاس سلاك، المتحدث السابق في مجلس جامعة تكساس إيه آند إم، عبر عن دهشته حول طبيعة التقييم، وصرح أنه بدا وكأنه «كتب بعجلة» كما وصفه أنه مغاير «لرد مورانو الجيد».

### النقد

#### برنامج رسوم التعليم
ابتداء بالطالب المستجد المسجل في فصل الخريف من عام 2008، استغنت مورانو بشكل رجعي عن رسوم التعليم لطلاب أي اند ام الذين يكسب والداهم أقل من 60.000 دولار سنويا. وقد وجه البعض النقد حيال هذا التصرف، قائلين أن قدرة الطالب على دفع رسوم التعليم لا تعتمد بالضرورة على الوضع المالي لوالد أو والدته.

#### خطة تجديد مركز الطالب التذكاري أو (MSC)
وجه نقد آخر للدكتورة مورانو حول قرارها بتغيير خطة إصلاح مركز الطالب التذكاري (MSC). فاعتبارا من عام 2009، كان المبنى يشكل حاجة ملحة للإصلاح البنيوي (فيما يتعلق بالسلامة والمطاوعة وقضايا تتعلق بالمعدن)، فضلا عن توسيعه ليضم الكيان الطلابي المتنامي. المشروع، الذي أنشأه بالأصل نائب الرئيس لشؤون الطلاب السابق دين بريسشاني، اقترح مبدئيا الوصول الجزئي إلى المبنى خلال التجديد. وبعد مرور عام على التصويت للمشروع من قبل الكيان الطلابي، على أية حال، لم يتم إحراز أي تقدم فيه. وعقب لقاء الإدارة الجديدة مع المصممين والمطورين، تم اكتشاف أن العمل قد يتطلب خطططا مختلفة عن التي قدمتها الإدارة القديمة للطلاب قبل عام. وقد بني النقد على حقيقة أن مورانو غيرت الخطط الإصلاحية دون العودة إلى إجراء تصويت طلابي آخر. عندها تمت الدعوة لإجراء استفتاء من قبل الطلاب الذين رسبوا بحجة أنه تم الكذب عليهم من قبل الإدارة السابقة.

#### مشكلة نائب رئيس شؤون الطلاب
أصدرت صحيفة الطالب المستقلة التي تدعى الترنيمة ، والصادرة في شهر آذار مارس 2009، أصدرت أن الدكتورة مورانو قد كذبت على كل من الكيان الطلابي ورئيس الكيان الطلابي إثر قيامها باستبدال نائب الرئيس لشؤون الطلاب، دين بريسشياني، الذي خدم الجامعة منذ عام 2004. وجاء في المقالة أن الرسالة الرسمية التي تعرض منصب نائب الرئيس لشؤون الطلاب تم إرسالها في البدء إلى جوزيف اف. ويبر في الأول من شهر تموز يوليو 2008،  قبل أن يتم تلقي المحتوى من قبل «مجموعات اهتمام الطالب». من ناحية أخرى، وفي رسالة مفتوحة لجالية جامعة تكساس إيه آند إم في الخامس من شهر آذار مارس 2009، تحدثت مورانو عن ادعاءات المقالة وحاولت دحضها، مصرحة أنه وعلى الرغم من تقديم المنصب بداية إلى ويبر، إلا أنه تم إبطال الطلب لاحقا (أو وضعه «قيد التعليق» بموجب مذكرة الحادي والعشرين من شهر تموز يوليو) بدلا من مخاوف زعماء الطلبة الراغبين في الحصول على مزيد من المدخلات
ومع ذلك، فقد تسائل أعضاء من جالية الجامعة حول شرعية صحة مذكرة مورانو وذلك عقب لقاء تم بين ويبر وقادة الطلبة، حيث قامت مورانو عندها «بإعادة تمديد المنصب»، على الرغم من التماس قادة الطلبة المكتوب لتعليق تعيين ويبر وإدارة بحث وطني بغية تضمين أكثر من مرشح واحد. علاوة على ذلك، لم يتم تقديم أي وثيقة تدعم ادعاءات مورانو بأنها أبطلت تعيين ويبر، لا سيما وثيقة إعادة التمديد لتعيين ويبر بعد الحادي والعشرين من شهر تموز يوليو.

كما يمكن أن تكونوا قد قرأتم في «الكتيبة» أو كما نقلت غيرها من الأنباء هذا الأسبوع، فإن المزاعم المقدمة حول تعيين نائب رئيس جامعة تكساس إي آند ام لشؤون الطلاب، الجنرال ويبر جو '72، مشاة البحرية الأمريكية (متقاعد). في الحقيقة، إن صدق التصريحات التي أدليت بها في شهر تموز يوليو 2008 قد دعت إلى السؤال حول مدى رغبتي في السعي لإدخال المساهمة الطلابية بأمانة في ما يخص هذا المنصب. وإنني مستائة من التجاهل التام لدرجة الاحترام في نشر مثل هذه الادعاءات دون اللجوء بداية إلى أي شخص كان على علم بما يجري، لا سيما أنا بصفتي رئيسة لهذه الجامعة العريقة، ومنح الفرصة لشرح ما حدث بالفعل خلال جلسة الاستماع.
إن الحقائق غير قابلة للدحض: في الأول من شهر تموز يوليو 2008، بعثت برسالة طلب إلى الجنرال وهي الخطوة الأولى في عملية التفاوض حول التوظيف، حيث توجت بموافقة الوكيل ومجلس الأوصياء لتعيين شخص في مستوى هذه الوظيفة. وبعد المخاوف التي أوصلها لي قادة الطلاب حول رغبتهم بإيصال أكثر من مساهمة مباشرة في هذه العملية، للقيام بلقاء مع الجنرال ويبر، فقد أبطلت العرض، وطلبت من الجنرال أن يلتقي بقادة الطلاب. ومن يرغب بالتأكد يمكنه أن يسأل الجنرال، العسكري المتقاعد الحاصل على الأوسمة، حول حقيقة أنني في الحادي والعشرين من شهر تموز يوليو 2008 قد أعطيته وثيقة تعطل طلب رسالة التوظيف الأولية، والتي أعلمه من خلالها أنني أوقفت جميع الأعمال، بما في ذلك السعي لنيل موافقة مجلس الأوصياء لتعيينه في الحادي والثلاثين من شهر تموز يوليو، أو الأول من شهر أي أغسطس، 2008. وقد أجريت الترتيبات الفورية من أجل لقاء الجنرال مع قادة الطلاب، بعدها التقيت بهم لاستطلاع انطباعهم حول شخصيته وقدراته. وكانت حصيلة مساهمتهم المباشرة، فقد أعدت طلب توظيف الجنرال ويبر ليكون نائب الرئيس المقبل لشؤون الطلاب، كما تلقيت الموافقة الجماعية من مجلس الأوصياء، وكان ذلك في الخامس عشر من شهر آب أغسطس، 2008.

### الاستقالة
في الرابع عشر من شهر حزيران يونيو 2009، قدمت الدكتورة مورانو استقالتها من منصبها كرئيس لجامعة تكساس إيه آند إم وهو الأمر الذي أضحى فعالا في الخامس عشر من الشهر ذاته. وفي بيانها الذي أطلقته في الرابع عشر من حزيران يونيو، صرحت مورانو قائلة: «هذه العاطفة العميقة والثابتة لما تمثله الجامعة، ولعائلة أغي، فإنني أعزز واجبي لعمل ما هو أفضل لجامعة تكساس إيه آند إم. ولهذا السبب، فإنني سأستقيل من منصبي كرئيسة لجامعتنا المحبوبة، وهذا الأمر سيطبق منذ الغد، الموافق في الخامس عشر من شهر حزيران يونيو، 2009، وذلك للعودة إلى الكلية، وقد تمت الموافقة من قبل مجلس الأوصياء على ذلك.» 
في وقت سابق من شهر حزيران يونيو 2009، أصدر نظام الجامعة تقييما قاسيا لأداء مورانو في السنة الأولى التي عملت فيها، حيث منح فيها علامات متدنية في مجال القيادة والإدارة، بما في ذلك أدنى الدرجات الممكنة في مجال الحسم وعدم كونها متعاونة مع الفريق. وقد قام مايك مكيني، مستشار نظام جامعة تكساس أي أند ام بكتابة التقييم عن مورانو، الذي كان بخط اليد وترخ في التاسع من شهر شباط فبراير. هذا وقد صرح مكيني في وقت سابق بأن الأوصياء كانوا آخذين في الاعتبار دمج منصبي المستشار والرئيس بغية توفير الأموال. إن خطوة كهذه قد تكون دفعت مورانو من منصبها. من ناحية أخرى فقد رفضت مورانو تقييم مكيني في رد احتوى على 10 صفحات مطبوعة وأرسل في العاشر من شهر آذار مارس إلى المستشار والأوصياء. كتبت مورانو: «بالنظر إلى التفاوت الكامل بين تقييم الدكتور مكيني لأدائي كرئيسة وجميع الشواهد التي تدل على نقيض ذلك، فإنني أستطيع استخلاص كون هذا التقييم لا يستند على الحقائق.» 
هذا وقد اشتكت مورانو من تجاهل مسؤولي لنظام لها في عقد الاتفاقيات مع أعضاء الكلية أو الشركات الخاصة للاستثمار في التقدم العلمي على حساب البحث الأساسي. جاءت استقالة مورانو في نهاية سنتين تم خلالها تقريبا استبدال كل مدير كبير في تكساس أي اند ام.
في لقاء محتشد وموجز لمجلس أوصياء نظام أي اند ام، تم في الخامس عشر من شهر حزيران يونيو 2009، وافق المجلس على استقالة مورانو واستبدلوها بالرئيس التنفيذي لحرم أي اند ام الجامعي في غالفيستون، آر. بوين لوفتن. حيث ستعود مورانو إلى الكلية بناء على اتفاق وقعتها مع الجامعة، ويخولها أخذ إجازة لمدة عام تجني خلالها مرتبها البالغ 425,000 دولار، كما أنها ستحصل على 295,000 دولار إضافية. وبناء على شروط الاتفاق، فإن مورانو ستعود بصفتها أستاذة وتجني مرتبا يبدأ ب 260,000 دولار.

## وصلات إضافية
- Office of the President, جامعة تكساس إي آند ام